# Cabanac
Pour les articles homonymes, voir Cabanac (homonymie).
Cabanac est une commune française située dans le nord du département des Hautes-Pyrénées, en région Occitanie. Sur le plan historique et culturel, la commune est dans l’ancien comté de Bigorre, comté historique des Pyrénées françaises et de Gascogne.
Exposée à un climat océanique, elle est drainée par l'Arros, l'Arranche et par divers autres petits cours d'eau. La commune possède un patrimoine naturel remarquable composé de deux zones naturelles d'intérêt écologique, faunistique et floristique.
Cabanac est une commune rurale qui compte 304 habitants en 2022. Elle fait partie de l'aire d'attraction de Tarbes. Ses habitants sont appelés les Cabanacais ou  Cabanacaises.

## Géographie

### Localisation
La commune de Cabanac se trouve dans le département des Hautes-Pyrénées, en région Occitanie.
Elle se situe à 14 km à vol d'oiseau de Tarbes, préfecture du département, et à 13 km de Trie-sur-Baïse, bureau centralisateur du canton des Coteaux dont dépend la commune depuis 2015 pour les élections départementales.
La commune fait en outre partie du bassin de vie de Tarbes.
Les communes les plus proches sont : 
Aubarède (0,6 km), Thuy (1,8 km), Marquerie (2,6 km), Peyriguère (3,1 km), Goudon (3,1 km), Castelvieilh (3,2 km), Mun (3,5 km), Coussan (3,7 km).
Sur le plan historique et culturel, Cabanac fait partie de l’ancien comté de Bigorre, comté historique des Pyrénées françaises et de Gascogne créé au IXe siècle puis rattaché au domaine royal en 1302, inclus ensuite au comté de Foix en 1425 puis une nouvelle fois rattaché au royaume de France en 1607. La commune est dans le pays de Tarbes et de la Haute Bigorre.

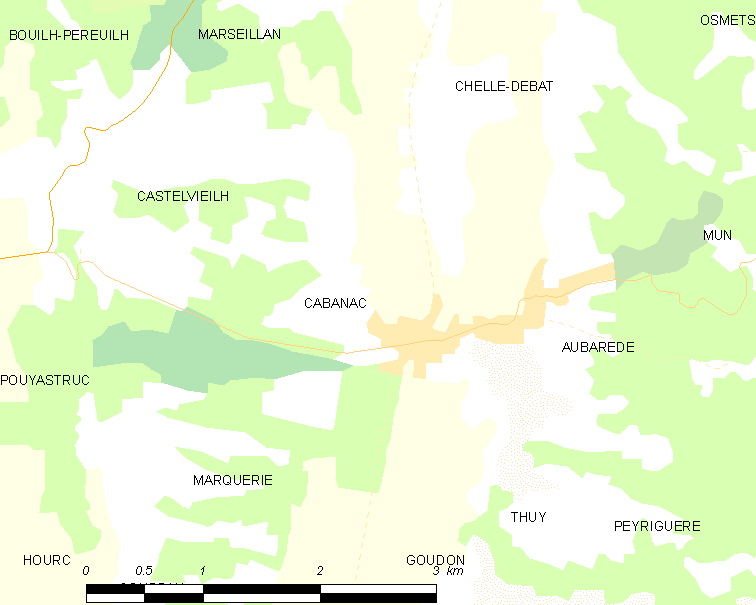
Carte de la commune de Cabanac et des proches communes.

|              | Chelle-Debat |                  |
| Castelvieilh | Cabanac      | Aubarède         |
| Marquerie    | Goudon       | Peyriguère, Thuy |

### Hydrographie
La commune est dans le bassin de l'Adour, au sein du bassin hydrographique Adour-Garonne. Elle est drainée par l'Arros, L'Arranche, le Graus, le Seignac, Rieu Merla, le ruisseau de Larrevezi et par divers petits cours d'eau, constituant un réseau hydrographique de 15 km de longueur totale,.
L'Arros, d'une longueur totale de 130,8 km, prend sa source dans la commune d'Esparros et s'écoule du sud vers le nord. Il traverse la commune et se jette dans l'Adour à Izotges, après avoir traversé 54 communes.

### Climat
Le climat est tempéré de type océanique, en raison de l'influence proche de l'océan Atlantique situé à peu près 150 km plus à l'ouest. La proximité des Pyrénées fait que la commune profite d'un effet de foehn, il peut aussi y neiger en hiver, même si cela reste inhabituel.
| Mois                              | jan.  | fév.  | mars  | avril | mai   | juin  | jui.  | août  | sep.  | oct.  | nov.  | déc.  | année   |
| --------------------------------- | ----- | ----- | ----- | ----- | ----- | ----- | ----- | ----- | ----- | ----- | ----- | ----- | ------- |
| Température minimale moyenne (°C) | 0,6   | 1,3   | 2,7   | 5,2   | 8,3   | 11,6  | 14,1  | 13,9  | 11,7  | 8     | 3,6   | 1,3   | 6,9     |
| Température moyenne (°C)          | 5,3   | 6,1   | 7,8   | 10    | 13,3  | 16,7  | 19,3  | 19    | 17,2  | 13,3  | 8,5   | 5,8   | 11,9    |
| Température maximale moyenne (°C) | 9,9   | 11    | 12,9  | 14,8  | 18,3  | 21,7  | 24,5  | 24    | 22,6  | 18,6  | 13,4  | 10,4  | 16,8    |
| Ensoleillement (h)                | 108,8 | 118,8 | 155,6 | 157,2 | 181,3 | 191,5 | 215,5 | 196,4 | 194,5 | 164,4 | 124,4 | 104,4 | 1 912,8 |
| Précipitations (mm)               | 112,8 | 97,5  | 100,2 | 105,7 | 113,6 | 80,7  | 57,3  | 70,3  | 71    | 85,2  | 93    | 112,1 | 1 099,4 |

### Milieux naturels et biodiversité

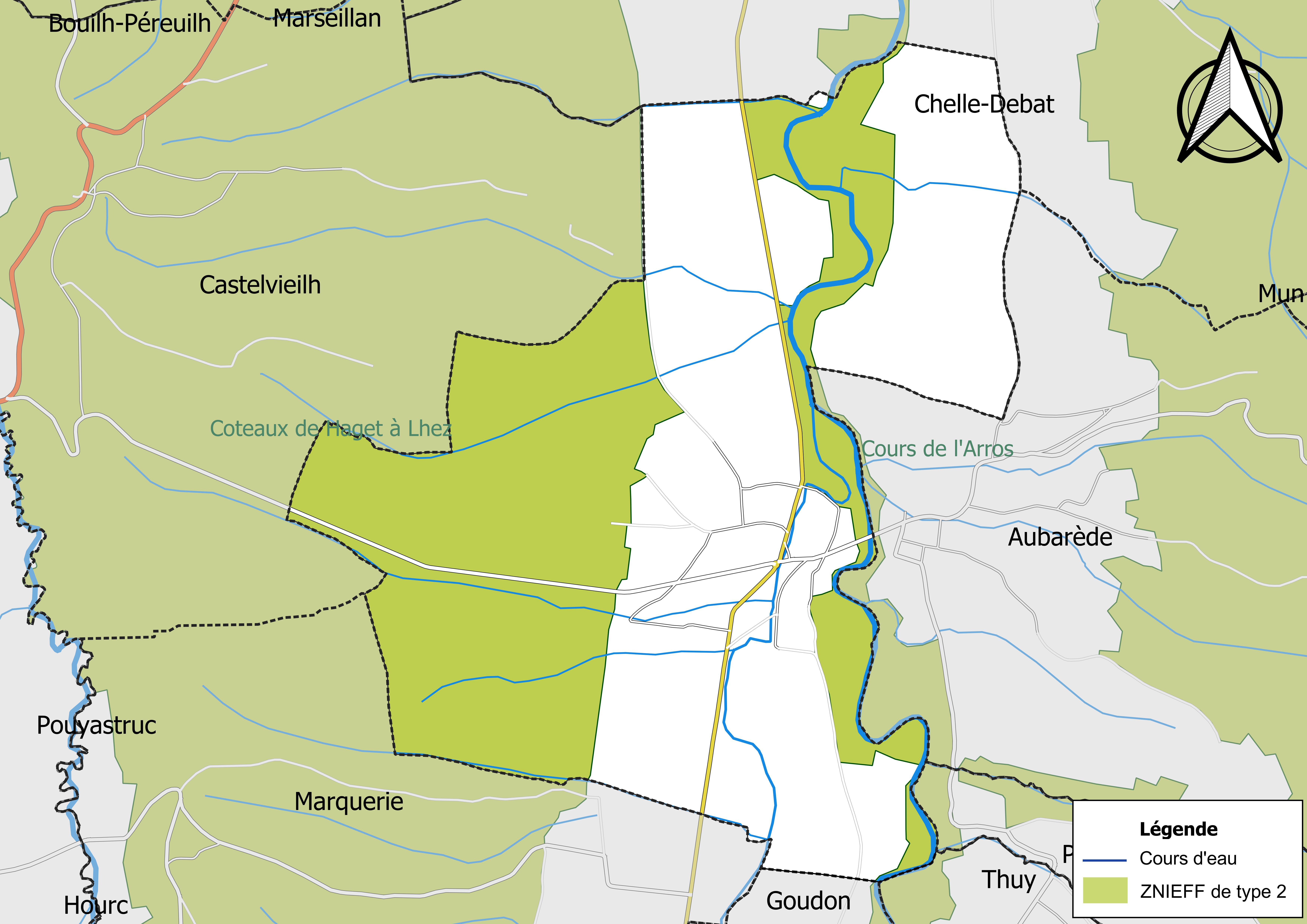
Carte des ZNIEFF de type 2 dans la commune.

L’inventaire des zones naturelles d'intérêt écologique, faunistique et floristique (ZNIEFF) a pour objectif de réaliser une couverture des zones les plus intéressantes sur le plan écologique, essentiellement dans la perspective d’améliorer la connaissance du patrimoine naturel national et de fournir aux différents décideurs un outil d’aide à la prise en compte de l’environnement dans l’aménagement du territoire.
Deux ZNIEFF de type 2 sont recensées dans la commune :
- les « coteaux de Haget à Lhez » (4 261 ha), couvrant 32 communes dont quatre dans le Gers et 28 dans les Hautes-Pyrénées[11] ;
- le « cours de l'Arros » (1 675 ha), couvrant 41 communes dont 20 dans le Gers et 21 dans les Hautes-Pyrénées[12].

## Urbanisme

### Typologie
Au 1er janvier 2024, Cabanac est catégorisée commune rurale à habitat dispersé, selon la nouvelle grille communale de densité à sept niveaux définie par l'Insee en 2022.
Elle est située hors unité urbaine. Par ailleurs la commune fait partie de l'aire d'attraction de Tarbes, dont elle est une commune de la couronne,. Cette aire, qui regroupe 153 communes, est catégorisée dans les aires de 50 000 à moins de 200 000 habitants,.

### Occupation des sols
L'occupation des sols de la commune, telle qu'elle ressort de la base de données européenne d’occupation biophysique des sols Corine Land Cover (CLC), est marquée par l'importance des territoires agricoles (71,5 % en 2018), en diminution par rapport à 1990 (72,4 %). La répartition détaillée en 2018 est la suivante : 
terres arables (41 %), forêts (22,2 %), zones agricoles hétérogènes (21,5 %), prairies (9,1 %), zones urbanisées (6,3 %).
L'IGN met par ailleurs à disposition un outil en ligne permettant de comparer l’évolution dans le temps de l’occupation des sols de la commune (ou de territoires à des échelles différentes). Plusieurs époques sont accessibles sous forme de cartes ou photos aériennes : la carte de Cassini (XVIIIe siècle), la carte d'état-major (1820-1866) et la période actuelle (1950 à aujourd'hui).

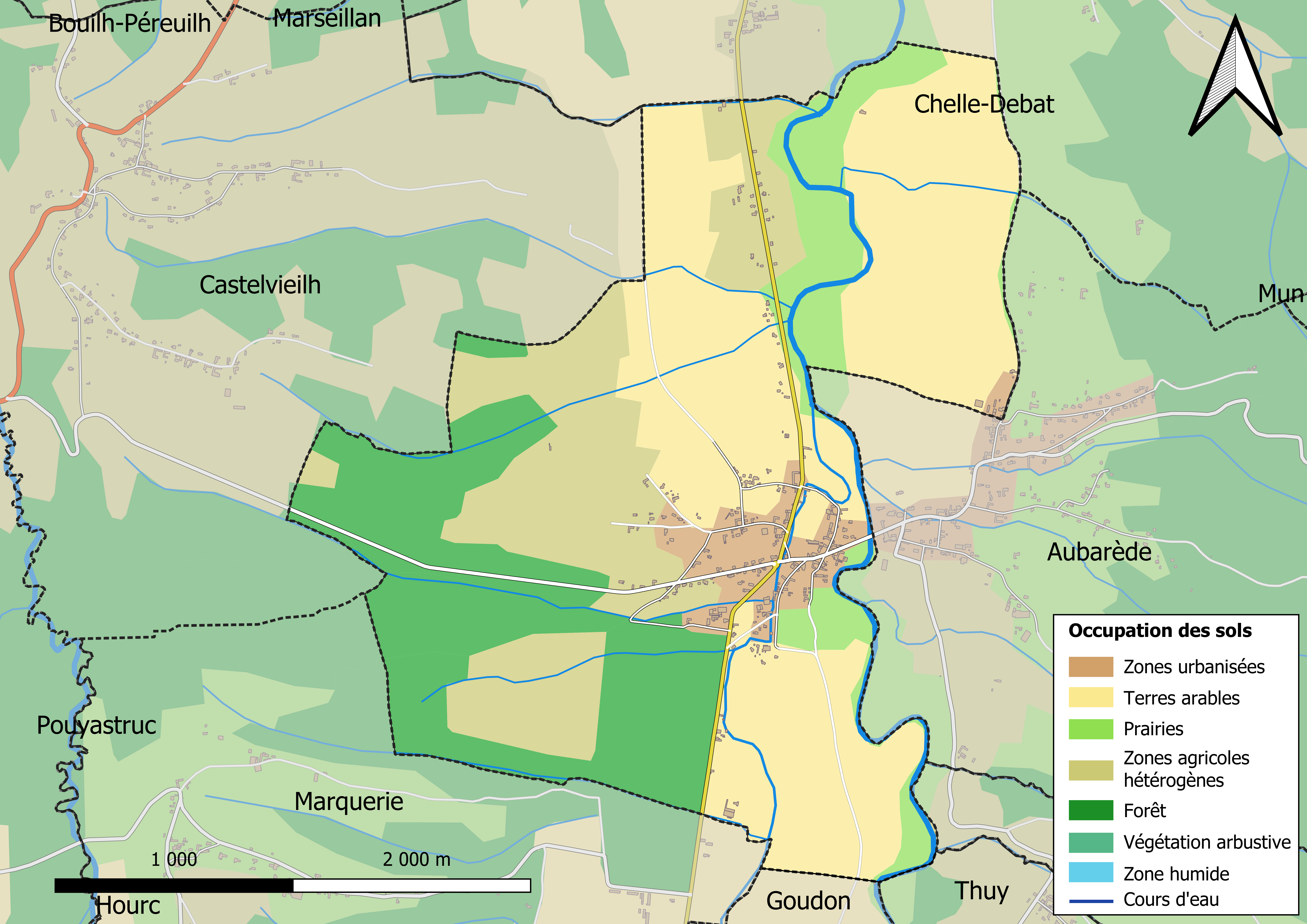
Carte des infrastructures et de l'occupation des sols en 2018 (CLC) de la commune.
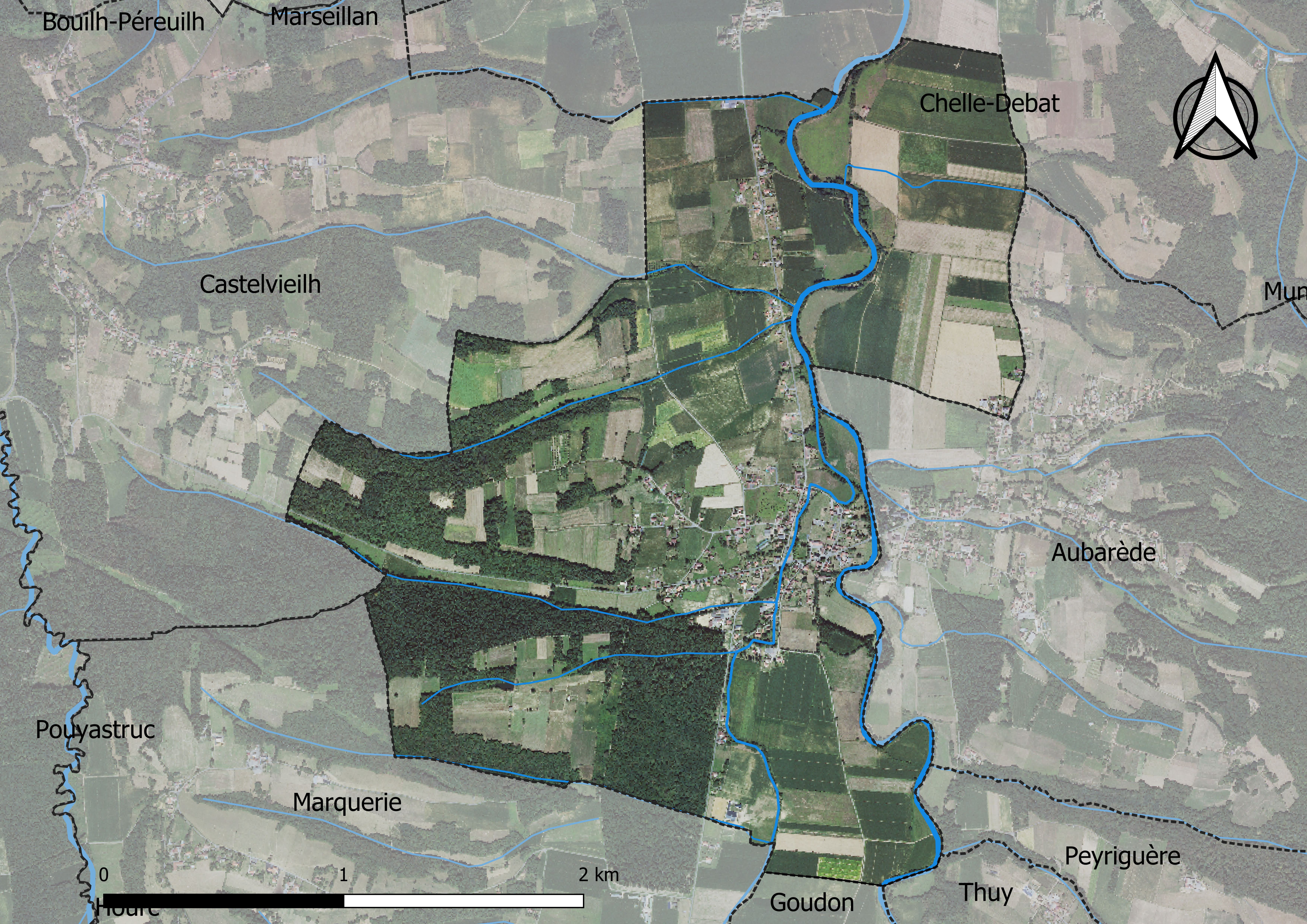
Carte orthophotogrammétrique de la commune.

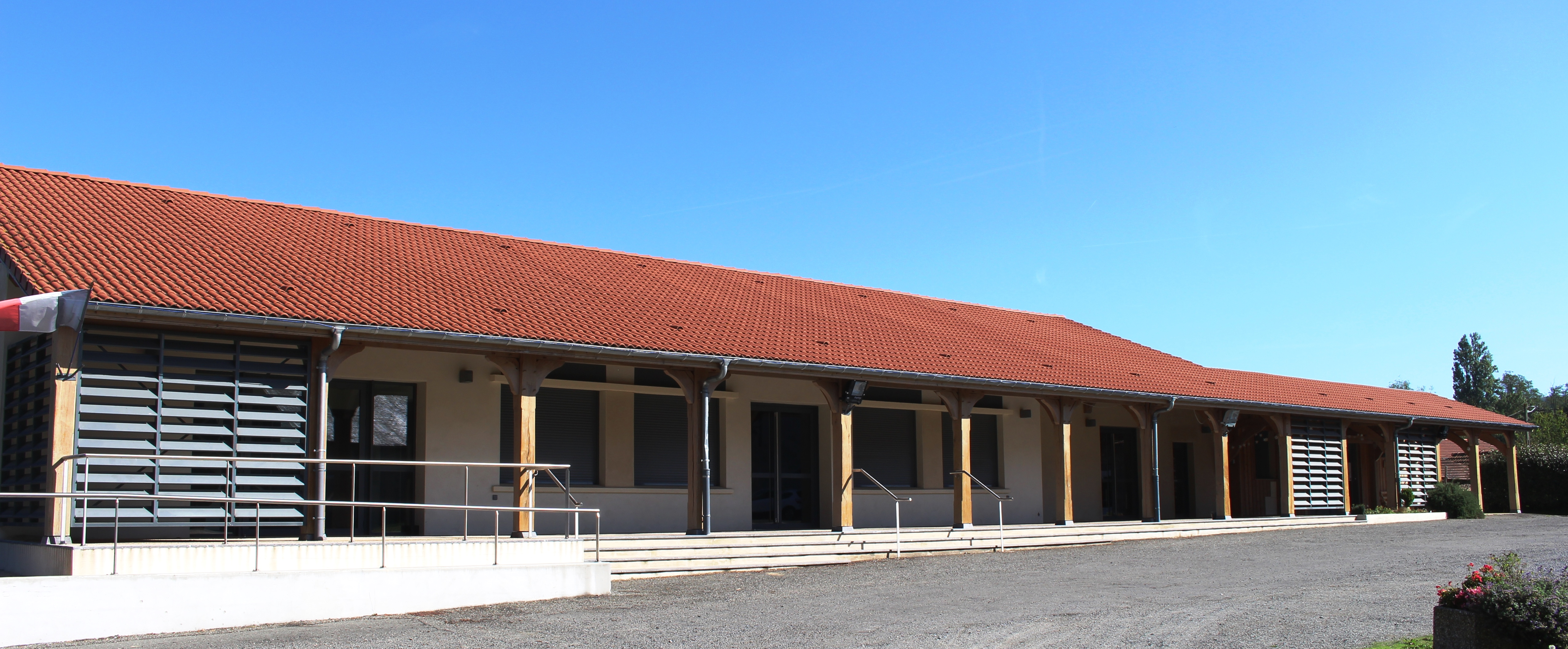
Le foyer rural en 2016.

### Logement
En 2012, le nombre total de logements dans la commune est de 139.

Parmi ces logements, 88.2  % sont des résidences principales, 6.6  % des résidences secondaires 5.2  % des logements vacants.

### Voies de communication et transports
Cette commune est desservie par les routes départementales D 1 et D 14.

### Risques majeurs
Le territoire de la commune de Cabanac est vulnérable à différents aléas naturels : météorologiques (tempête, orage, neige, grand froid, canicule ou sécheresse), inondations, mouvements de terrains et séisme (sismicité modérée). Un site publié par le BRGM permet d'évaluer simplement et rapidement les risques d'un bien localisé soit par son adresse soit par le numéro de sa parcelle.
Certaines parties du territoire communal sont susceptibles d’être affectées par le risque d’inondation par débordement de cours d'eau, notamment l'Arros. La cartographie des zones inondables en ex-Midi-Pyrénées réalisée dans le cadre du XIe Contrat de plan État-région, visant à informer les citoyens et les décideurs sur le risque d’inondation, est accessible sur le site de la DREAL Occitanie. La commune a été reconnue en état de catastrophe naturelle au titre des dommages causés par les inondations et coulées de boue survenues en 1982, 1999 et 2009,.
Cabanac est exposée au risque de feu de forêt. Un plan départemental de protection des forêts contre les incendies a été approuvé par arrêté préfectoral le 21 avril 2020 pour la période 2020-2029. Le précédent couvrait la période 2007-2017. L’emploi du feu est régi par deux types de réglementations. D’abord le code forestier et l’arrêté préfectoral du 27 octobre 2014, qui réglementent l’emploi du feu à moins de 200 m des espaces naturels combustibles sur l’ensemble du département. Ensuite celle établie dans le cadre de la lutte contre la pollution de l’air, qui interdit le brûlage des déchets verts des particuliers. L’écobuage est quant à lui réglementé dans le cadre de commissions locales d’écobuage (CLE)

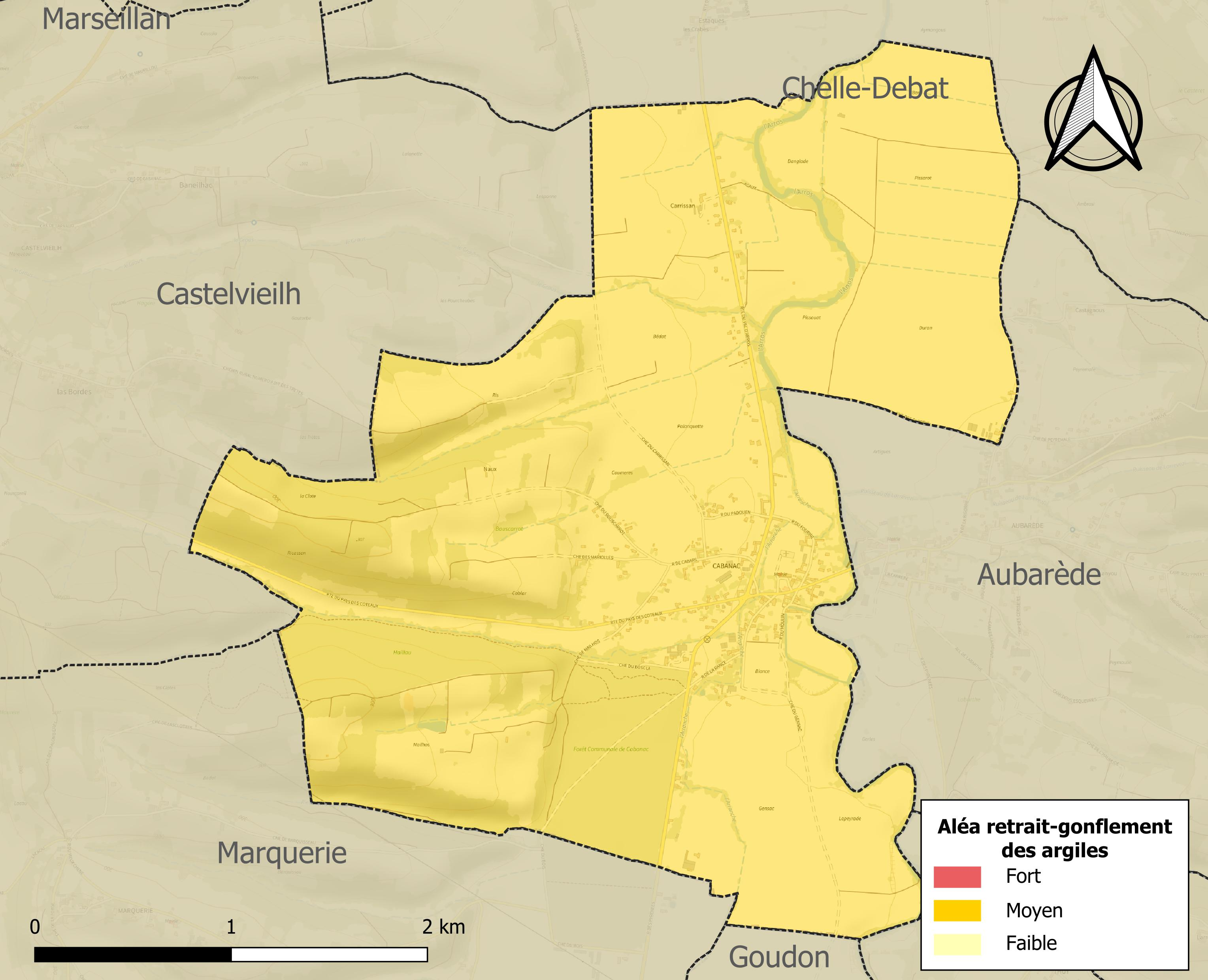
Carte des zones d'aléa retrait-gonflement des sols argileux de Cabanac.

Les mouvements de terrains susceptibles de se produire dans la commune sont des tassements différentiels.
Le retrait-gonflement des sols argileux est susceptible d'engendrer des dommages importants aux bâtiments en cas d’alternance de périodes de sécheresse et de pluie. La totalité de la commune est en aléa moyen ou fort (44,5 % au niveau départemental et 48,5 % au niveau national). Sur les 139 bâtiments dénombrés dans la commune en 2019, 139 sont en aléa moyen ou fort, soit 100 %, à comparer aux 75 % au niveau départemental et 54 % au niveau national. Une cartographie de l'exposition du territoire national au retrait gonflement des sols argileux est disponible sur le site du BRGM,.
Par ailleurs, afin de mieux appréhender le risque d’affaissement de terrain, l'inventaire national des cavités souterraines indique qu'il n'en existe aucune dans la commune.
Concernant les mouvements de terrains, la commune a été reconnue en état de catastrophe naturelle au titre des dommages causés par des mouvements de terrain en 1999.

## Toponymie

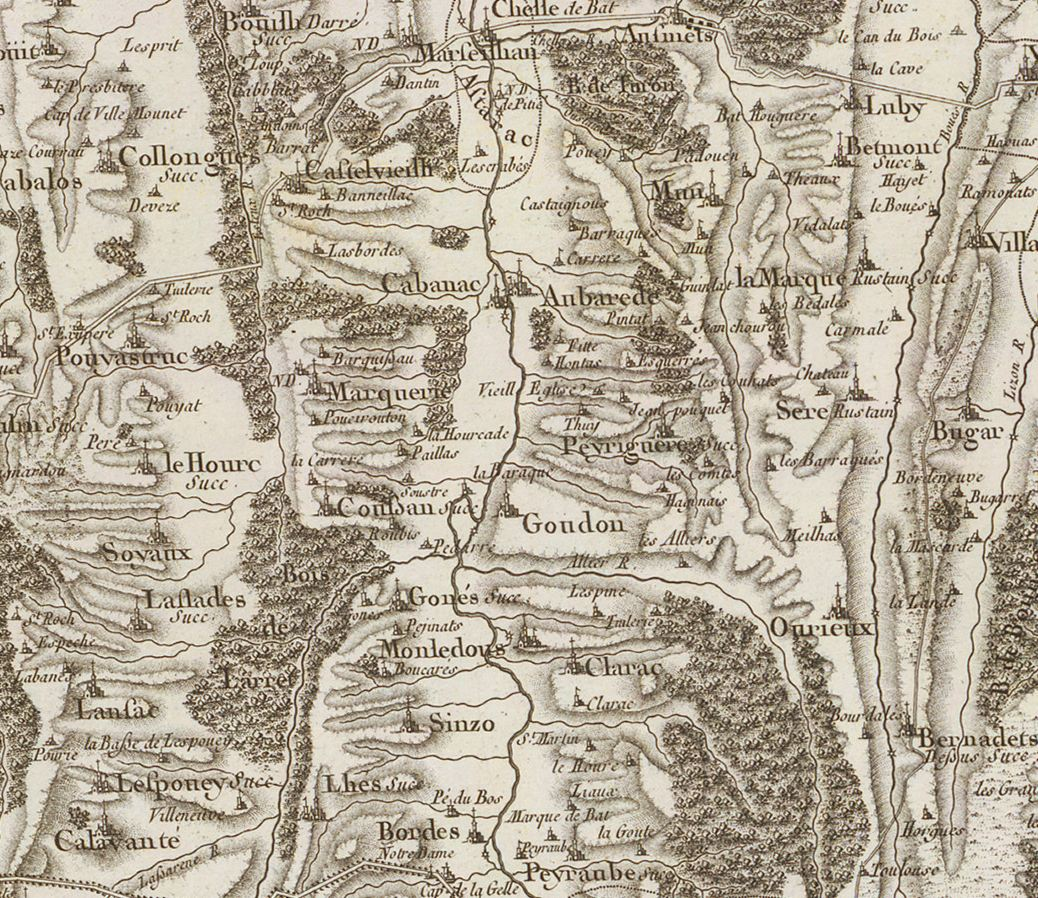
Extrait de la carte de Cassini (entre 1756 et 1789) situant Cabanac à l'est de Pouyastruc

On trouvera les principales informations dans le Dictionnaire toponymique des communes des Hautes Pyrénées de Michel Grosclaude et Jean-François Le Nail qui rapporte les dénominations historiques du village :
Dénominations historiques :
- De Cabanaco, latin (1313, Debita regi Navarre ; 1342, pouillé de Tarbes ; etc.) ;
- Cabanac  (1429, censier  de Bigorre) ;
- Cabanac (fin XVIIIe siècle, carte de Cassini).

Étymologie : nom de domaine gallo-romain, du nom de personne Capannus et suffixe -acum (= domaine de Capannus).
Nom occitan : Cabanac.

## Histoire

### Cadastre napoléonien de Cabanac
Le plan cadastral napoléonien de Cabanac est consultable sur le site des archives départementales des Hautes-Pyrénées.

## Politique et administration

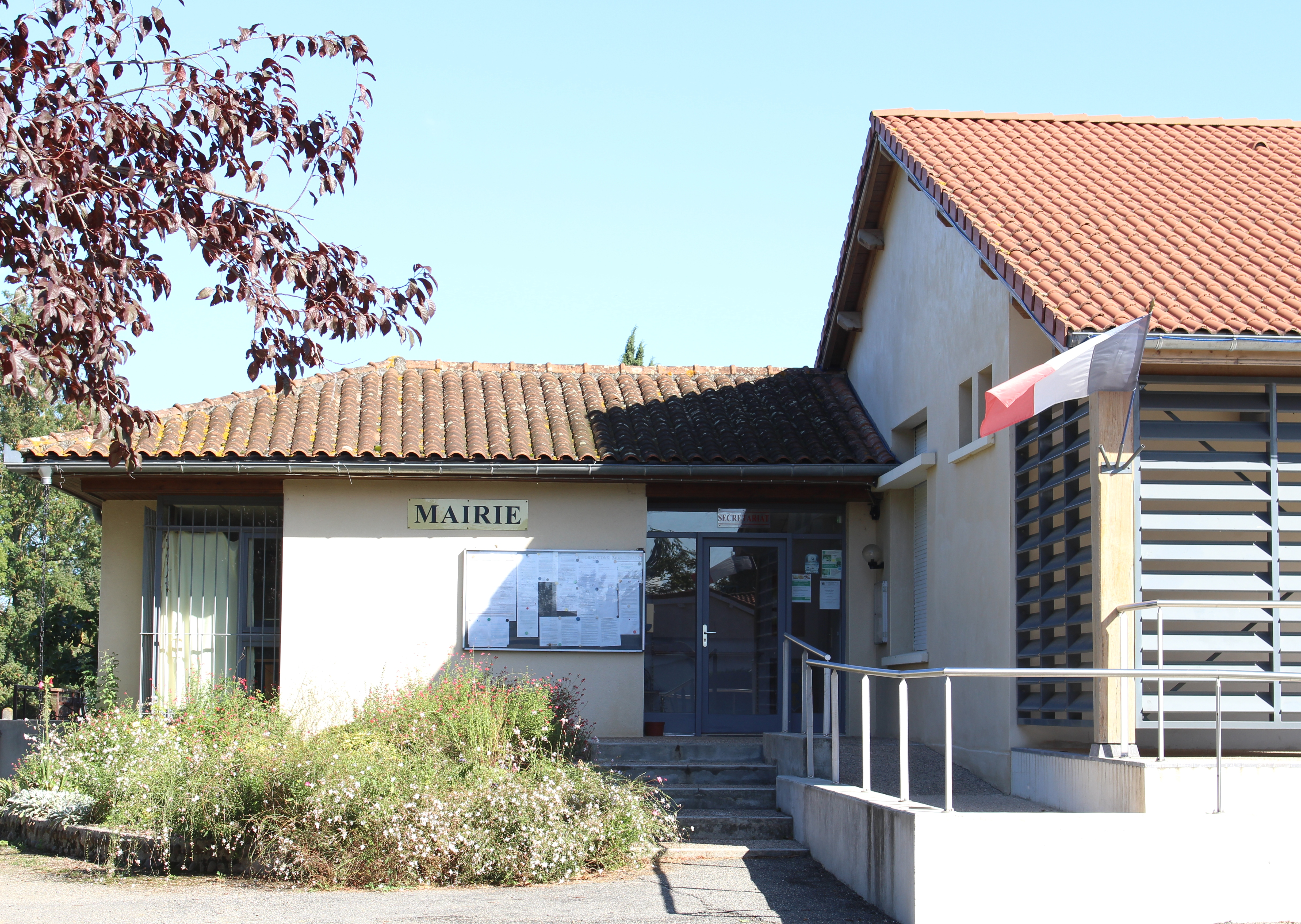
La mairie en 2016.

### Liste des maires
| Période                                  | Période   | Identité              | Étiquette | Qualité |
| ---------------------------------------- | --------- | --------------------- | --------- | ------- |
| Les données manquantes sont à compléter. |           |                       |           |         |
|                                          |           |                       |           |         |
| avant 1981                               | ?         | Michel Delas          |           |         |
| mars 2001                                | mars 2008 | Danièle Brosse        |           |         |
| mars 2008                                | mars 2014 | Jean-Michel Chevalier |           |         |
| mars 2014                                | mars 2020 | Reine Fernandez       |           |         |
| mars 2020                                | en cours  | Jean-Michel Chevalier | DVG       |         |

### Rattachements administratifs et électoraux

#### Historique administratif

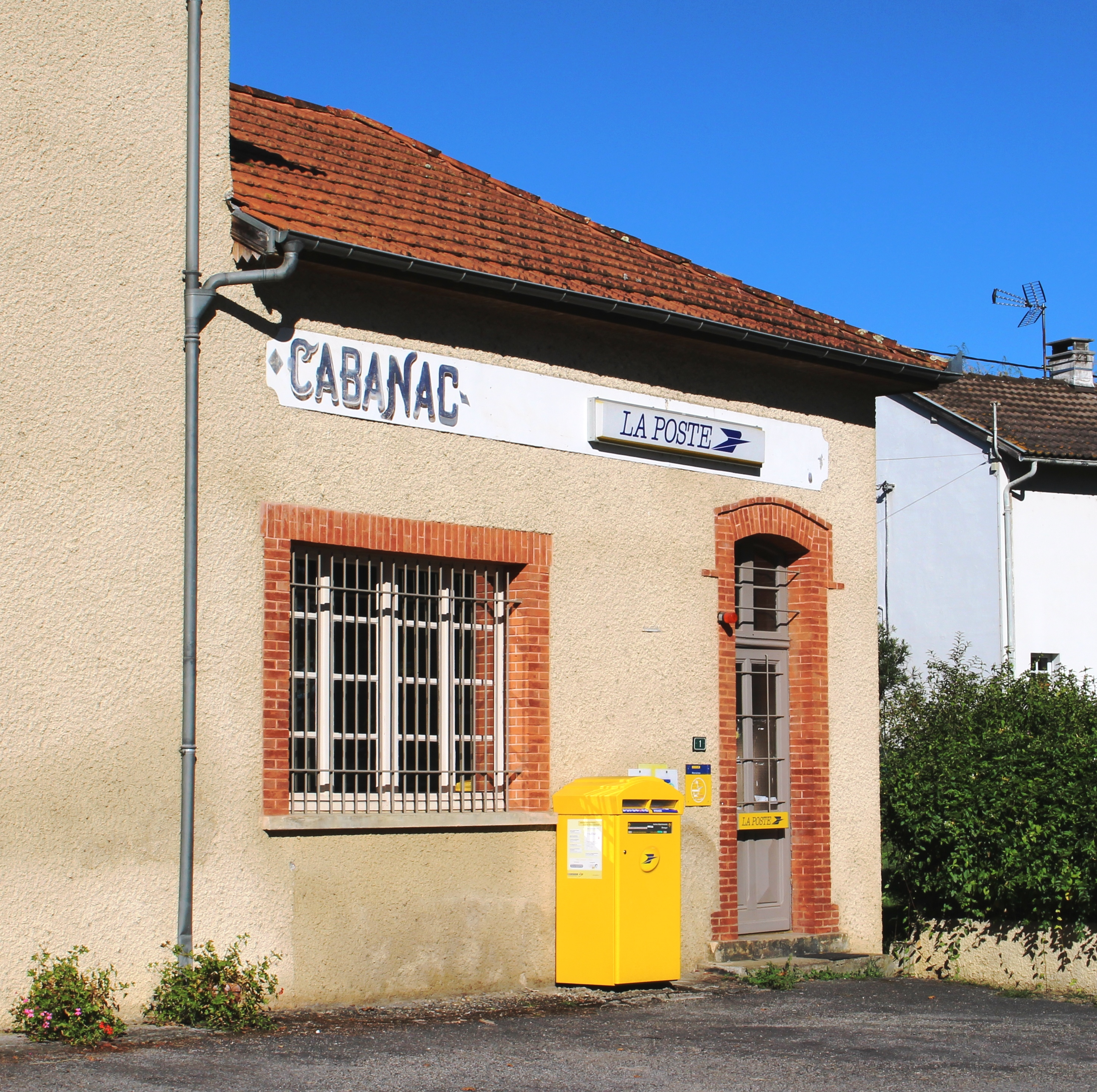
La Poste de Cabanac.

Pays et  sénéchaussée de Bigorre, quarteron de Tarbes et canton de Saint-Sever, puis  d'Aubarède (1790), chef-lieu transféré à Pouyastruc (1803).

#### Intercommunalité
Cabanac appartient à la communauté de communes des Coteaux du Val d'Arros créée en janvier 2017 et qui réunit 54 communes.

#### Services publics
La commune de Cabanac dispose d'une agence postale.

## Population et société

### Démographie

#### Évolution démographique

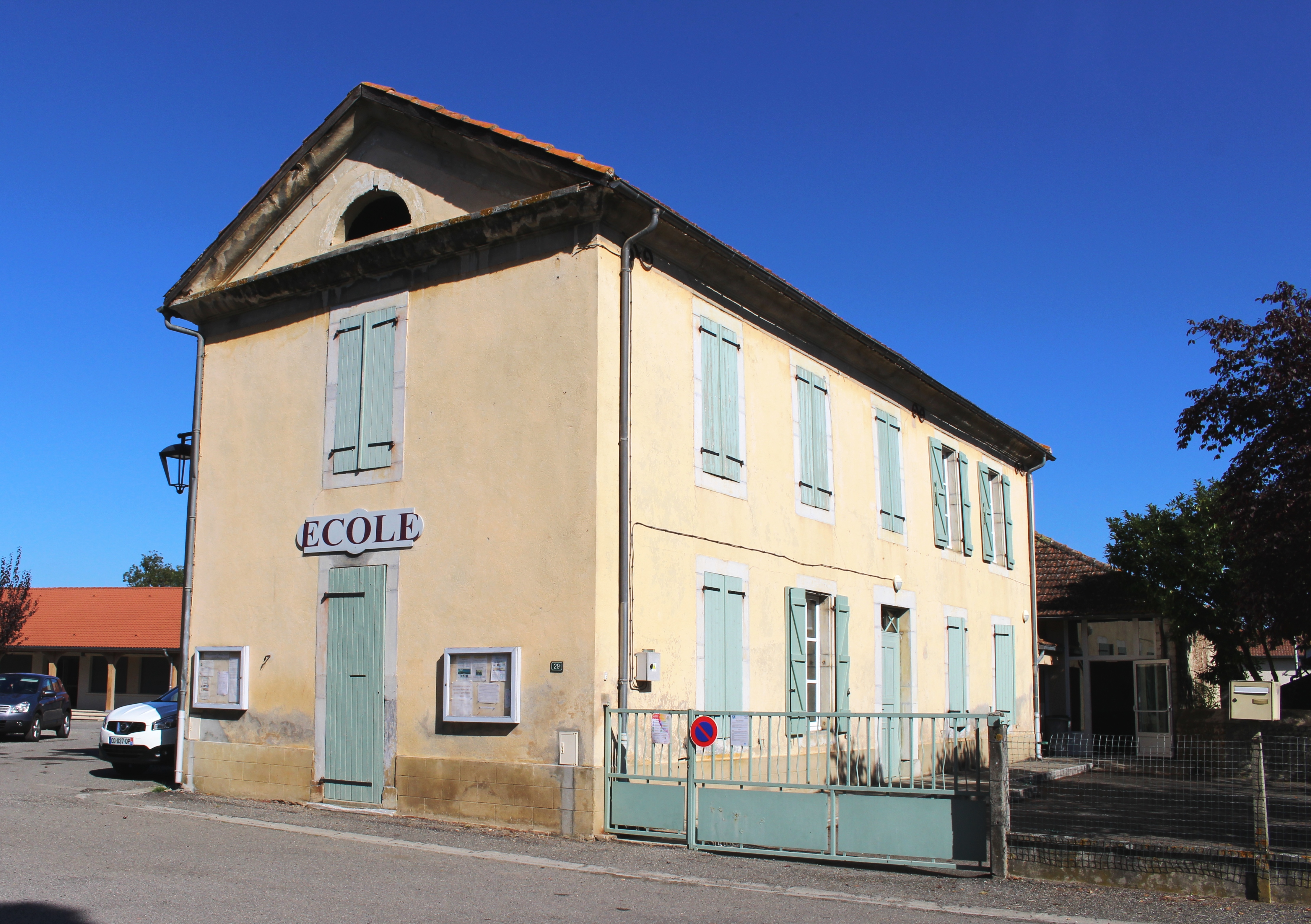
L’école maternelle en 2016.

| 1793 | 1800 | 1806 | 1821 | 1831 | 1836 | 1841 | 1846 | 1851 |
| ---- | ---- | ---- | ---- | ---- | ---- | ---- | ---- | ---- |
| 332  | 327  | 303  | 352  | 411  | 412  | 378  | 409  | 397  |

| 1856 | 1861 | 1866 | 1876 | 1881 | 1886 | 1891 | 1896 | 1901 |
| ---- | ---- | ---- | ---- | ---- | ---- | ---- | ---- | ---- |
| 430  | 396  | 408  | 383  | 389  | 405  | 353  | 316  | 305  |

| 1906 | 1911 | 1921 | 1926 | 1931 | 1936 | 1946 | 1954 | 1962 |
| ---- | ---- | ---- | ---- | ---- | ---- | ---- | ---- | ---- |
| 320  | 338  | 310  | 309  | 276  | 248  | 222  | 216  | 219  |

| 1968 | 1975 | 1982 | 1990 | 1999 | 2006 | 2011 | 2016 | 2021 |
| ---- | ---- | ---- | ---- | ---- | ---- | ---- | ---- | ---- |
| 211  | 197  | 217  | 217  | 210  | 238  | 284  | 285  | 299  |

| 2022 | - | - | - | - | - | - | - | - |
| ---- | - | - | - | - | - | - | - | - |
| 304  | - | - | - | - | - | - | - | - |

### Enseignement

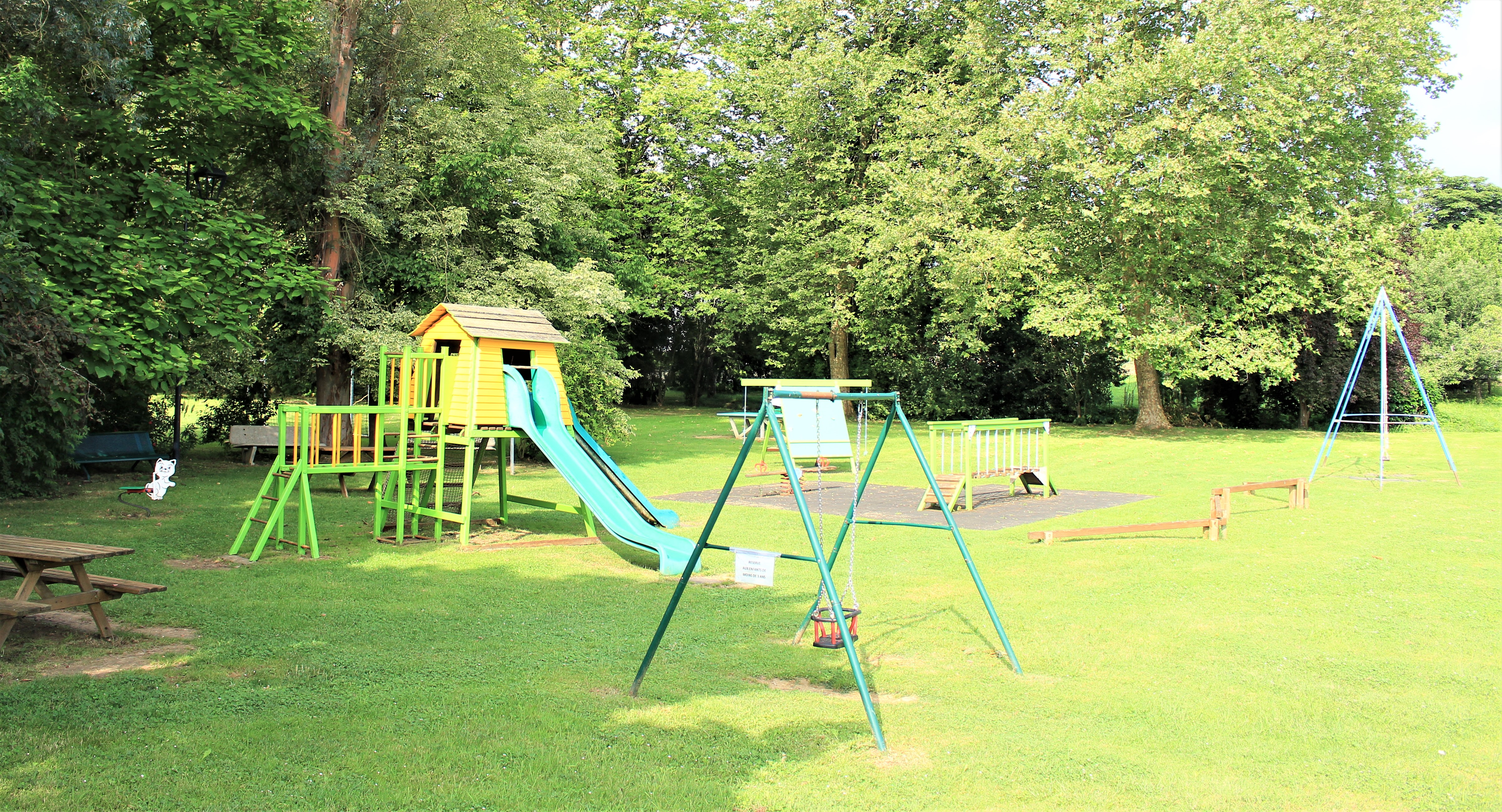
L'aire de jeux.

La commune dépend de l'académie de Toulouse. Elle dispose d’une école en 2017.
- École maternelle.

## Économie

### Revenus
En 2018, la commune compte 115 ménages fiscaux, regroupant 286 personnes. La médiane du revenu disponible par unité de consommation est de 19 150 € (20 420 € dans le département).

### Emploi
|                | 2008  | 2013  | 2018  |
| -------------- | ----- | ----- | ----- |
| Commune        | 6,1 % | 1,8 % | 8,7 % |
| Département    | 7,7 % | 9,4 % | 9,8 % |
| France entière | 8,3 % | 10 %  | 10 %  |

En 2018, la population âgée de 15 à 64 ans s'élève à 174 personnes, parmi lesquelles on compte 78 % d'actifs (69,4 % ayant un emploi et 8,7 % de chômeurs) et 22 % d'inactifs,. Depuis 2008, le taux de chômage communal (au sens du recensement) des 15-64 ans est inférieur à celui de la France et du département.
La commune fait partie de la couronne de l'aire d'attraction de Tarbes, du fait qu'au moins 15 % des actifs travaillent dans le pôle,. Elle compte 50 emplois en 2018, contre 48 en 2013 et 37 en 2008. Le nombre d'actifs ayant un emploi résidant dans la commune est de 121, soit un indicateur de concentration d'emploi de 41,4 % et un taux d'activité parmi les 15 ans ou plus de 59,2 %.
Sur ces 121 actifs de 15 ans ou plus ayant un emploi, 20 travaillent dans la commune, soit 17 % des habitants. Pour se rendre au travail, 90 % des habitants utilisent un véhicule personnel ou de fonction à quatre roues, 0,8 % les transports en commun et 9,2 % n'ont pas besoin de transport (travail au domicile).

## Culture locale et patrimoine

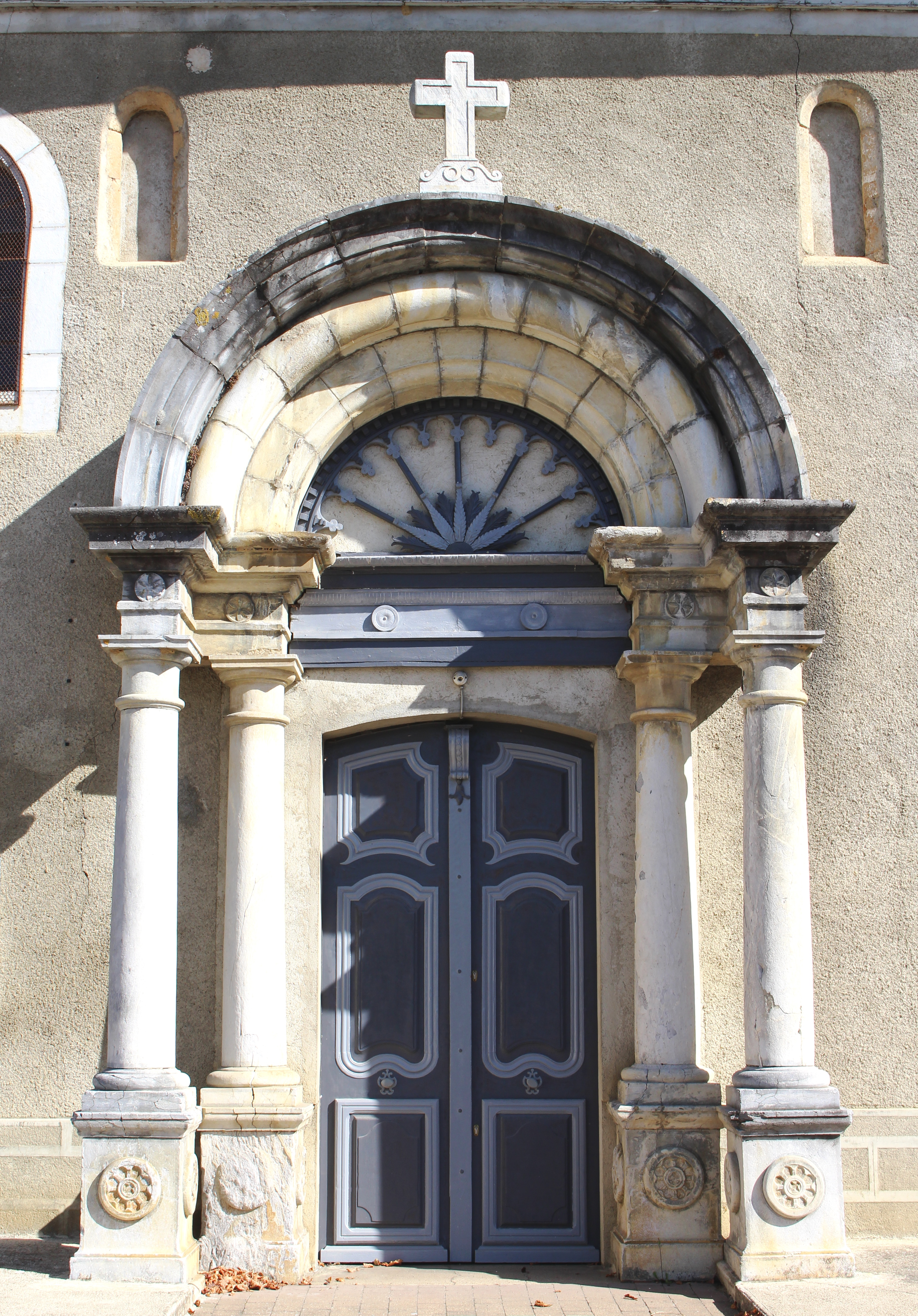
Entrée de l'église Saint-André.

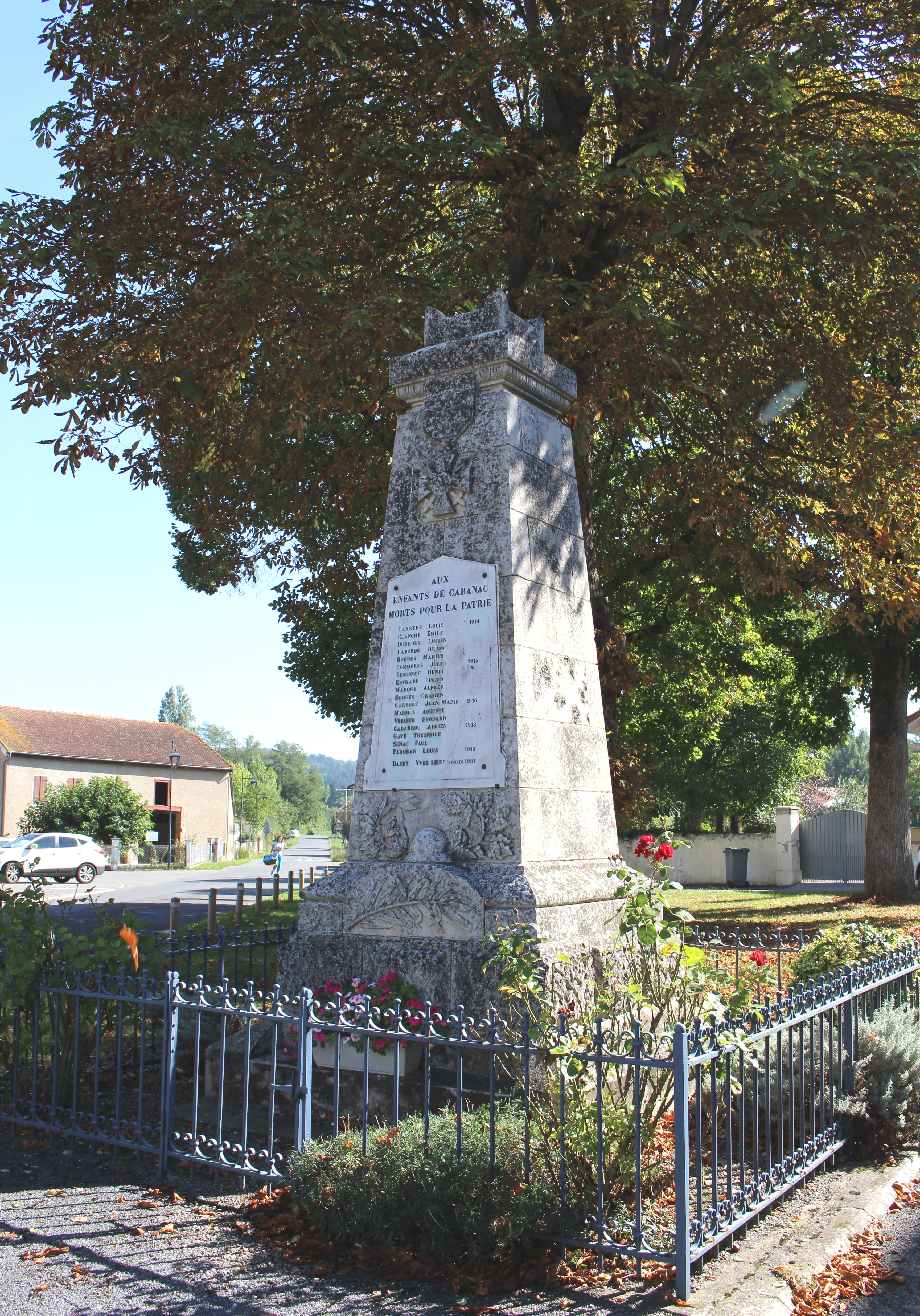
Le monument aux morts.

### Lieux et monuments
- Église Saint-André de Cabanac.

### Héraldique
| Blason | Blasonnement : D'azur au monde surmonté d'une croix d'or, accompagné de trois fleurs de lys du même. |